# Привітне (Чорнобаївська селищна громада)
Привітне (до 2016 — Комінтерн) — селище в Україні,  у Золотоніському районі Черкаської області, в Чорнобаївській селищній громаді. Тривалий час, близько 50 років, державним господарством «Комінтерн», керував Герой соціалістичної праці Консовський Михайло Владиславович.
С. Привітне розташоване на межі з Лубенським районом Полтавської області.
До обласного центру м. Черкаси відстань становить 70 км, до центру громади смт. Чорнобай 18 км, до найближчої залізничної станції Золотоноша І 45 км, до станції Пальміра по дорозі з твердим покриттям 36 км.
Площа села 2018 га (в тому числі угідь 1793).

## Населення
За даними перепису 2001 року населення складало 663 особи.

### Мовний склад
Рідна мова населення за даними перепису 2001 року:
| Мова       | Чисельність, осіб | Доля     |
| ---------- | ----------------- | -------- |
| Українська | 647               | 97,59 %  |
| Російська  | 14                | 2,11 %   |
| Інше       | 2                 | 0,30 %   |
| Разом      | 663               | 100,00 % |

## Історія
Селище відносно молоде. В адміністративно-територіальному поділі як окрема одиниця згадується в 60-х роках XX ст. До цього, коли Україна перебувала у складі Радянського Союзу зазвичай називалось просто радгосп імені Комінтерну або землі радгоспу імені Комінтерну. 
Селище виникло на удільних землях козацьких хуторів, частина з яких існували тут здавна, а інші з'явились у процесі Столипінської реформи 1907—1910 рр.
Село є на мапі 1869 року як невидомий хутір.
Найстарішим із цих хуторів був хутір Сливки, розташований на межі Лубенського і Переяславського полків у XVIII ст. Кількість хуторів збільшувалась і за переписом 1910 року хутір Сливки при Красьонівці нараховував 18 господарств в той час 15 козацьких і 3 привілейованих — всього 139 осіб, які 328 десятинами землі.
Був хутір надвірного господарства 38 осіб, що володіли 163 десятками землі.
У статистичних даних 1911 року про землеволодіння на місці нинішнього села Комінтерн значиться хутір Абеля, у якому володіла громадянка Бародинген Клеопатра Іванівна. Вона мала 495 десятки 2381 саж землі «удобной» і 9 десятків 340 саж «преудобной» доходністю 5456 рублів. Поміщиця мала численну прислугу та сезонних робітників (на час сінокосу). У 1919 році вона залишила своє помістя і виїхала.
На місці цього маєтку, який був націоналізований більшовиками, утворено колгосп (згодом радгосп), який протягом свого існування мав декілька назв: «Красьонівський», «УРГО», а з 1929 року імені Комінтерну.
До 1917 року всі ці хутори, майбутні землі селища входили до складу земель Золотоніського повіту Полтавської губернії Російської імперії.
У 1922 році господарство мало 320 гектарів, розвивалось господарство насінного напрямку. Завідувачем УРГО був Жуковський Онуфрій Казимирович, рахівником Оборотистов Дмитро Дмитрович, комірником естонець Райнехе Олександр Ернестович. 1921—1922 роки були неврожайними. Урожайність зернових склала 6-7 центнерів з гектара.
У 1924 році господарство спеціалізується на розведенні коней, нараховує 19 осіб, з них 3 службовці і 16 робітників. З них постійно працюючих 8 решта (8) — сезонні. Була створена профспілка. Профуповноваженим обрано червоноармійця, що повернувся з війни, Кононенка Гаврила Михайловича.
На 1 січня 1927 р. профспілкова організація нараховувала вже 10 осіб. Було створено «червоний куточок». Згодом хату-читальню, де були газети, книги, які неграмотним відвідувачам читав Дикун Володимир.
У 1925 році працював «лікнеп». До 1927 року було споруджено приміщення майстерні, олійниці, пекарні, 2 тваринницьких приміщень, побудовано житловий будинок і гуртожиток. Радгосп розвивався, хоча його керівники мінялися часто. Радгосп мав матеріально-технічну базу: трактори, комбайни, автомобілі, розвинене тваринництво.
Та репресії 1930-х рр. не обминули і це господарство. У 1937 році був репресований член полдітвідділу Андрєєв Андрій Тимофійович, тесляр Нікітченко Іван Іларіонович, різноробочий Овечко Іван Олексійович і тракторист Шепель Дмитро Микитович. Всі вони розстріляні.
За 10 довоєнних років було побудовано ще 8 свинарників, 2 корівники, запрацювала місцева електростанція, що давала струм у виробничі і побутові приміщення. Урожайність зернових зросла з 10-11 центнерів до 17-18 центнера з гектара. Надої від корови в рік сягали 2200—2600 кг, середньодобові прирости свиней на відгодівлі були 250—320 грамів.
Державні плани виконувались, але рівень робітників залишався низьким. Ножиці цін на промислову і сільськогосподарську продукцію гальмували розвиток села.
Та розпочалась ДСВ. На фронт пішло все чоловіче населення мобілізаційного віку, захищалися механізатори, які повинні були евакуювати на Схід техніку та молодих юнаків, яким належало відгонити на схід худобу. На фронтах війни воювало 127 комінтернівців, 33 з них не повернулись до рідних домівок. Ратний подвиг бійців високо оцінений Батьківщиною: 10 нагороджені орденом Червоної Зірки, 4 — орденом Слави III ступеня, а робітник радгоспу Баранник Олексій Никифорович — став кавалером ордена Слави.
Два роки в селищі господарювали окупанти (21.09.1941 — 21.09.1943 р.).
За роки окупації господарство перетворилось на пустку. Довелося все починати спочатку. Восени 1943 року вдалося засіяти озимий клин (зерном допомогла держав). У 1944—1945 роках зібрали 3 колісних трактори, 1 автомобіль, 2 комбайни.
21 жовтня 1945 року було призначено директором Консовського Владислава Михайловича, який керував господарством майже 40 років.
За цей час господарство стало відомим на всю країну. Це господарство високої культури землеробства і тваринництва. Чотири його працівники удостоєні звання Героїв Соціалістичної Праці: ланкова Поліна Данилівна Кисіль (1949 р.)- її ланка у 1948 році одержала з кожного гектара по 56,9 ц кукурудзи; ланкова Віра Пилипівна Зінник (1951 р.); ланковий-буряковод Володимир Гаврилович Кононенко (1973 р.), ланка якого протягом багатьох років збирала по 500 і більше ц буряків з гектара.
У 80-х роках XX століття радгосп, добре освоїв передову технологію виробництва та організації праці досяг небачених результатів на 100 га сільгоспугідь господарство виробляло по 1230 ц молока і 420 ц м'яса на 100 га с/б угідь. То була вершина господарювання досягнута завдяки вмілому керівництву і допомозі держави.
Успішно вирішувалось питання соціально-культурного розвитку: побудовано Будинок культури зі спортивним залом, типове приміщення дитячий садок, банно-пральний комбінат, всі вулиці села заасфальтовані, вирішена житлова проблема. Є водогін. Селище газифіковане. Великий внесок в це і наступника Консовського М. В. останнього директора радгоспу ім. Комінтерну Панасенка Петра Антоновича, якому вдалося у непростій економічній ситуації 1990-х років і газифікувати населений пункт і з'єднати дорогою з твердим покриттям центр господарства з віддаленою дільницею радгоспу.
У 1996 році пройшло роздержавлення господарства. Радгосп перестав існувати. Замість нього засноване ВАТ «Комінтерн».
Проведено розпаювання землі.
З 1989 року в селі діє сільська рада. За цей час в селі зареєстровано 90 шлюбів, 152 народжених. Працює 4 приватні торгові точки, їдальня ВАТ «Комінтерн», дитсадок, пошта і ощадбанк, магазин Чорнобаївського райст.